# Hellmich Ottó
Hellmich Ottó, Hellmich Miksa Ottó (Berlin, 1874. április 6. – Budapest, 1937. július 2.) pénztári aligazgató, olimpiai ezüstérmes magyar tornász.

## Pályafutása
Hellmich János József és Rammlow Auguszta Vilma gyermekeként született Berlinben, evangélikus vallású volt. 1900. november 18-án Budapesten, a II. kerületben házasságot kötött Knócz Teréz Jozefa Emíliával, Knócz Béla és Glasz Adél leányával. Részt vett az 1912. évi nyári olimpiai játékokon Stockholmban. Egy torna versenyszámban indult, a csapatverseny meghatározott szereken. Ebben a számban ezüstérmes lett 15 csapattársával együtt.
Klubcsapata a Óbudai Torna Egylet volt, később annak művezetője és elnökségi tagja, majd a MOTESZ elnökségi tagja lett.